# Таланс
Тала́нс (фр. Talence, окс. Talença) — коммуна во французском департаменте Жиронда, округ Бордо, административный центр кантона Таланс.

## Географическое положение
Таланс — юго-западный пригород города Бордо и соединён с ним автобусными и трамвайными маршрутами.

## Экономика

### Виноделие
Таланс находится в винодельческом регионе Бордо, в области О-Грав и примыкает к Пессаку. Вина Таланса и соседних с ним коммун в 1987 году были выделены в отдельный апеласьон Пессак-Леоньян. 
В Талансе находятся виноградники Шато Лавиль О-Брион, Шато Ла Тур О-Брион и Шато Ля Миссион О-Брион. В 1953 году вина этих хозяйств были включены в список лучших вин Грава. В 1983 году все три винодельни, некогда бывшие частью единого поместья О-Брион, были выкуплены семьёй Диллон, владельцем соседнего Шато О-Брион (оно относится к Пессаку) и вошли в конгломерат Domaine Clarence Dillon. Производство собственных вин с каждого из этих виноградников продолжалось более 20 лет, однако в 2005 году прекратился выпуск Шато Ла Тур О-Брион, а в 2009 году — Шато Лавиль О-Брион.

## Образование и спорт
В Талансе находится Университет Бордо I. Он появился здесь после майских событий во Франции 1968 года.
Среди легкоатлетов Таланс известен как место ежегодного турнира по многоборью «Décastar».

## Уроженцы
- Николя де Жеа (англ. Nicolas de Géa) (род. 1983) — французский футболист.
- Жозе Бове (1953 г.р.) — общественный деятель, фермер
- Жером Каюзак (1952 г.р.) — французский политик, по профессии — косметический хирург.
- Хенрик, принц-консорт Датский (1934 г.р.) — супруг королевы Дании Маргрете II
- Кетеван Багратион-Мухранская (1954 г.р.) — грузинский посол при Святом Престоле

## Города-побратимы
- Трикала, Греция;
- Алькала-де-Энарес, Испания;
- Шавиш, Португалия.